# Starkenburg-Gymnasium
Das Starkenburg-Gymnasium Heppenheim ist ein staatliches Gymnasium in Heppenheim. Benannt wurde es nach der Starkenburg.

## Geschichte
Im Jahr 2007 feierte die Schule ihr 125-jähriges Jubiläum. Seit 1967 befindet sie sich am heutigen Standort. Das alte Schulgebäude wurde im Zeitraum von 2007 bis Oktober 2012 vollständig umgebaut.

## Pädagogisches Konzept/Besonderheiten
Seit dem Schuljahr 2008/2009 bietet das Gymnasium eine Nachmittagsbetreuung an, die neben der Möglichkeit zur Einnahme eines Mittagessens eine Hausaufgabenbetreuung und kreative sowie sportliche Angebote umfasst. Neben Musikarbeitsgemeinschaften werden mehrere Medien- sowie Sport-AGs, eine Literatur- und Theatergruppe sowie eine Psychiatrie-Besuchergruppe angeboten.
Austauschpartnerschaften unterhält das Starkenburg-Gymnasium mit Schulen in West Bend (Wisconsin/USA), St. Petersburg (Russland) und Le Chesnay-Rocquencourt (Frankreich).
Das Gymnasium ist seit 2006 Pilotschule des Kreises Bergstraße für den Einsatz neuer Medien. Nachdem neun Jahre lang Notebooks geleast werden konnten, kann im Rahmen des Konzepts „Lernen in Notebook-Klassen (LiNK)“ seit 2016 ab der Jahrgangsstufe 7 mit eigenen Notebooks („BYOD“) gearbeitet werden. Das Ziel ist eine Erziehung zu einem verantwortungsvollen und bedachten Umgang mit Neuen Medien. Im Jahr 2010 wurde das Gymnasium offiziell als erste Notebookschule des Kreises Bergstraße ausgezeichnet.
Der Unterricht ist durch die Benutzung der Laptops (im gesamten Schulgebäude besteht eine leistungsfähige drahtlose Internetverbindung) sowie durch den Einsatz von interaktiven Whiteboards sowie einer Lernplattform (its learning) beeinflusst. Das Starkenburg-Gymnasium ist auch eine Pilotschule von its learning, das aus Norwegen stammt. Hierzu besteht eine Kooperation mit der Nesodden Videregående Skole, die sich südlich von Oslo befindet.
Das Starkenburg-Gymnasium nimmt und nahm darüber hinaus an Comenius-Regio-Projekten teil, um Austausch und Kooperation im Zusammenhang mit dem Einsatz neuer Medien in Schulen zu anderen europäischen Partnerschulen zu initiieren.

## Bekannte ehemalige Schüler
- Jan Thesing (* 15. Mai 1924; † 27. April 2018), Chemiker, Hochschullehrer und Manager
- Irm Schoffers (* 15. Juni 1927; † 6. Dezember 2008), Fotografin und Fotokünstlerin
- Horst Antes (* 28. Oktober 1936), deutscher Maler, Grafiker und Bildhauer
- Ludwig Georg Strauss (* 5. Juli 1949; † 29. Mai 2013), Radiologe und Hochschullehrer
- Alexander Bauer (* 9. Juni 1972), Abgeordneter des Hessischen Landtages
- Michael Allendorf (* 16. September 1986), deutscher Handballspieler
- Sebastian Vettel (* 3. Juli 1987), deutscher Formel-1-Fahrer und bisher jüngster Formel-1-Weltmeister

## Sonstiges
- Nach dem Gewinn der Formel-1-Weltmeisterschaft durch ihren ehemaligen Schüler benannte sich die Schule im Jahr 2010 vorübergehend auf ihrer Homepage in „Sebastian-Vettel-Gymnasium“ um.[5]